# Le chiavi di casa
Le chiavi di casa è un film del 2004 diretto da Gianni Amelio, liberamente tratto dal libro dal carattere solo apparentemente autobiografico Nati due volte di Giuseppe Pontiggia.
È stato presentato in concorso alla 61ª Mostra internazionale d'arte cinematografica di Venezia.

## Trama
Gianni è un giovane padre che ha abbandonato il figlio Paolo subito dopo la nascita. Il bambino è nato affetto da patologia neuromotoria, mentre la giovane compagna di Gianni è morta di parto. Quindici anni dopo l'uomo decide di fare la conoscenza del figlio: l'occasione è data da un viaggio per portare il ragazzo in una clinica di Berlino per seguire alcune terapie. Durante il soggiorno nella città tedesca, Gianni farà la conoscenza di Nicole, una donna matura con una figlia affetta da patologia neuromotoria, che gli farà capire la grandezza dell'impegno che lo attende. Anche grazie a Nicole, Gianni e Paolo impareranno a conoscersi a fondo e a confrontarsi, ma alla fine sarà Paolo a confortare il padre.

## Riconoscimenti
- 2005 - David di Donatello
  - Miglior sonoro a Alessandro Zanon
  - Nomination Miglior film a Gianni Amelio e Enzo Porcelli
  - Nomination Miglior regista a Gianni Amelio
  - Nomination Migliore sceneggiatura a Gianni Amelio, Sandro Petraglia e Stefano Rulli
  - Nomination Migliore attore protagonista a Kim Rossi Stuart
  - Nomination Miglior colonna sonora a Franco Piersanti
  - Nomination Miglior montaggio a Simona Paggi
- 2005 -  Nastro d'argento
  - Regista del miglior film a Gianni Amelio
  - Miglior fotografia a Luca Bigazzi
  - Miglior sonoro a Alessandro Zanon
  - Nomination Miglior produttore a Enzo Porcelli
  - Nomination Migliore attore protagonista a Kim Rossi Stuart
  - Nomination Migliore attore non protagonista a Pierfrancesco Favino
  - Nomination Migliore sceneggiatura a Gianni Amelio, Sandro Petraglia e Stefano Rulli
  - Nomination Migliore montaggio a Simona Paggi
- 2005 - Globo d'oro
  - Miglior attore protagonista a Kim Rossi Stuart
  - Nomination Miglior film a Gianni Amelio e Enzo Porcelli
- 2005 - Ciak d'oro
  - Migliore attore non protagonista a Pierfrancesco Favino[1]
  - Migliore sceneggiatura a Gianni Amelio, Sandro Petraglia e Stefano Rulli[1]
- 2004 - Mostra del Cinema di Venezia
  - Premio Pasinetti a Gianni Amelio
  - Premio Pasinetti a Kim Rossi Stuart
  - Premio Sergio Trasatti a Gianni Amelio
  - Premio CinemAvvenire a Gianni Amelio
  - Nomination Leone d'oro a Gianni Amelio